# Talaixà

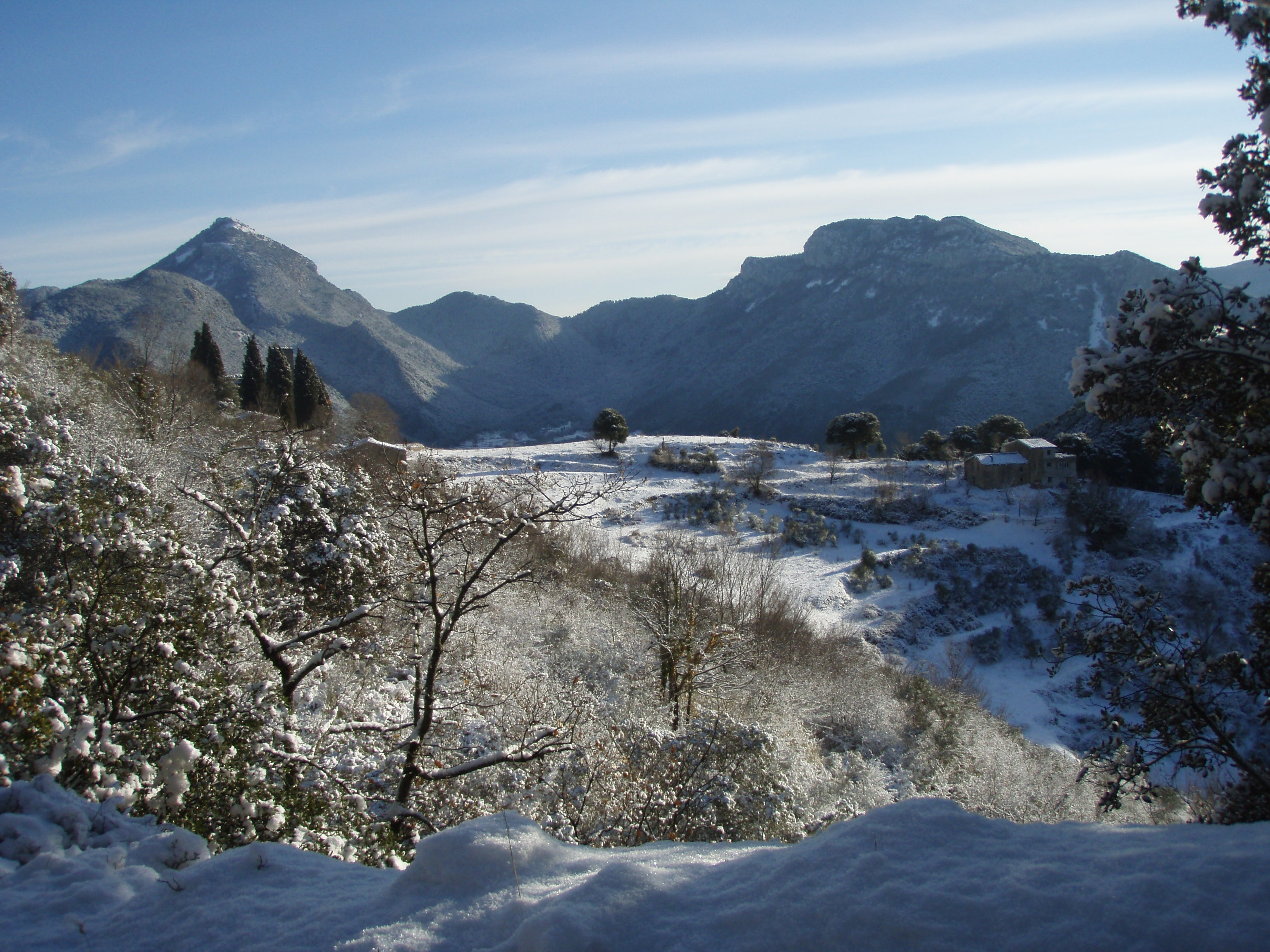
Talaixà después de una gran nevada en 2007.

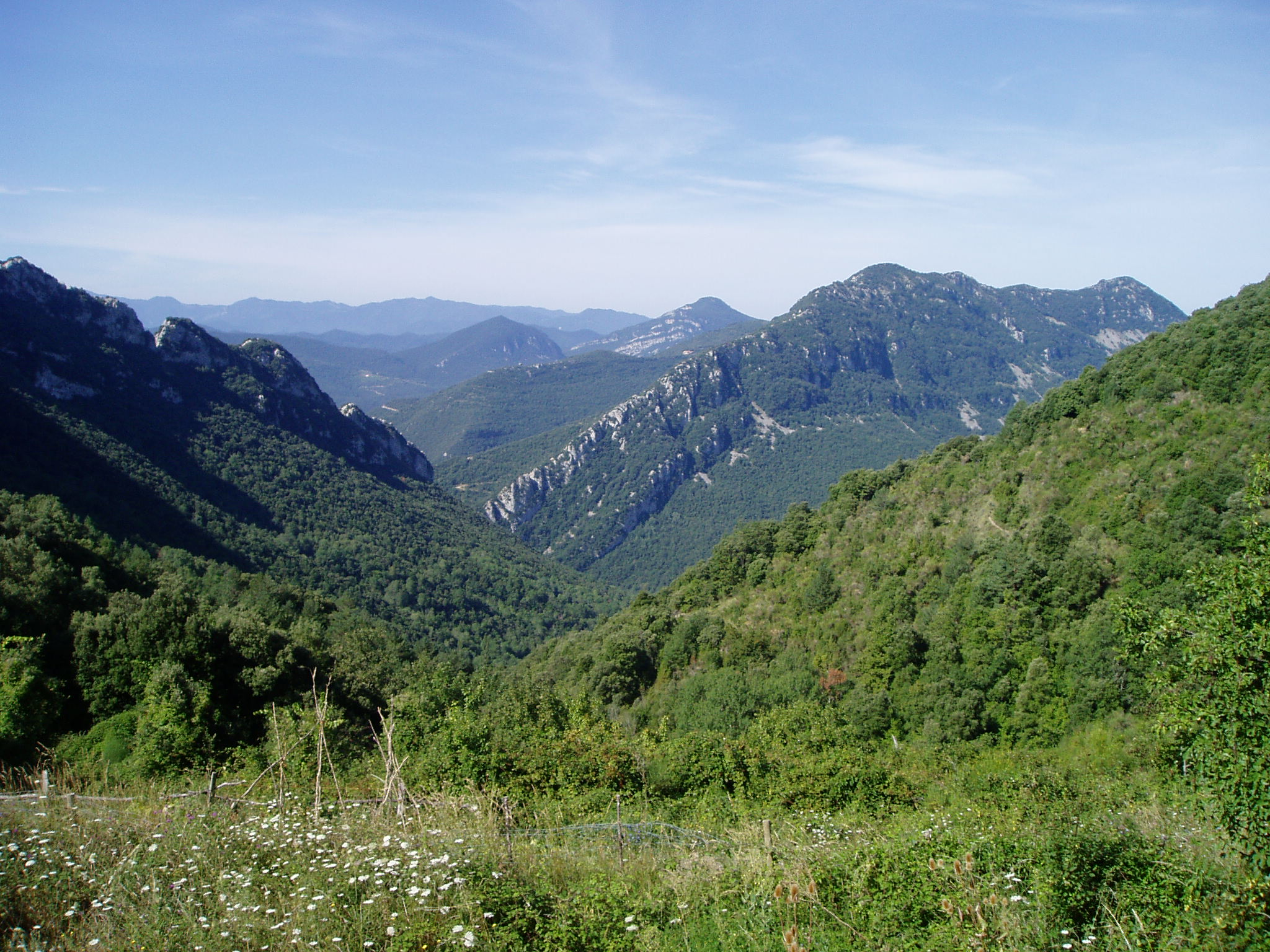
Valle de Hortmoier desde Talaixà.

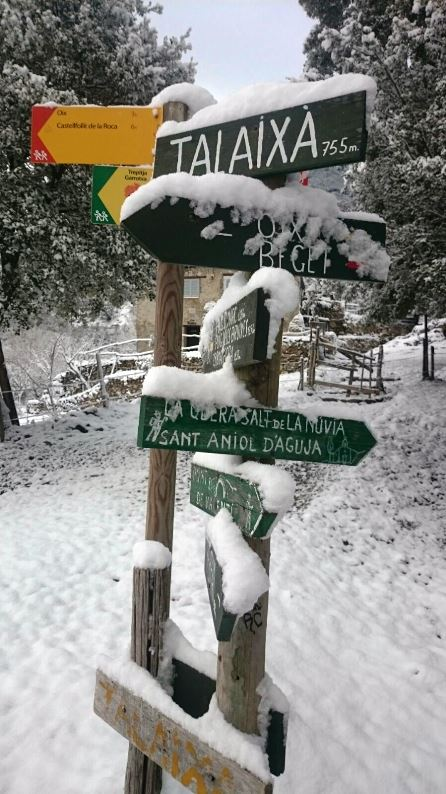
Poste indicador en el cruce de caminos de Talaixà. Nevada 2017.

Talaixà es un despoblado que se encuentra en el municipio de Montagut y Oix, de la comarca de la Garrocha. Está situado en los Pirineos, en un collado del mismo nombre a 768,5 m. a los pies del Pico Ferran (988 m.) y de la sierra de Talaixà (1252 m.), que es el punto más meridional de un sistema de crestas montañosas que llegan hasta el Puig de Coma Negra. Entre sus edificios destacan la iglesia románica de Sant Martí de Talaixà y el refugio libre de "Can Torner", al cuidado de "Els amics de Talaixá" así como el refugio anexo perteneciente al CEO  (Centro Excursionista de Olot).
Por Talaixà pasa el GR-11, sendero de Gran Recorrido, siendo llegada de la etapa 38 (Molló-Talaixà) e inicio de la 39 (Talaixà-Albañá).

## Historia
La primera referencia escrita (con el nombre de Talexano) sobre el pueblo data del año 872, sobre una cesión de tierras a favor del abad Racimir, fundador del monasterio de Sant Aniol d'Aguja, para que se establecieran monjes benedictinos. Posteriormente pasó a depender de Sant Llorenç de Mont.
A principios del siglo XX Talaixà llegó al cenit de su crecimiento (130 habitantes en 1918). La economía de la zona se basaba en la producción de carbón de encina, por lo cual, la zona quedó prácticamente deforestada. 
Durante la guerra civil y la posguerra, su proximidad a Francia favoreció el auge del contrabando. El collado de Talaixà, que comunica el valle de Beget con el de Sant Aniol d'Aguja, fue un punto estratégico para su control con la construcción de la “Casilla”, una caseta de carabineros.
Con la llegada del gas butano en los años 60, desapareció la fuente de ingresos del carbón y la zona quedó despoblada en pocos años. A mediados de los 70 Talaixà se convirtió en un pueblo abandonado cuando los habitantes de La Masò, la última masía habitada, se marcharon. Esta despoblación masiva se produjo en toda la comarca de la Alta Garrocha, lo que favoreció la reforestación de aquellos parajes. Durante los siguientes años solo fue visitada por pastores, cazadores o excursionistas.
Hasta que en los 80 apareció la figura conocida popularmente como el Rodri.

## ElRodri
Rodrigo Gómez Rodríguez, el Rodri, nació en Huelva en 1914, donde fue minero y guardia civil. Posteriormente emigró a Cataluña para trabajar en la construcción. En los años 80, él y un amigo suyo adquirieron las ruinosas edificaciones de Talaixà para reconstruirlas, habitarlas y hacer una cantina.
En el año 1988, la empresa privada “Ormoier S.A.” compró la totalidad del valle de Hortmoier para convertirlo en un vedado de caza, e instalaron una gran valla metálica de centenares de metros impidiendo el paso de vecinos y excursionistas. Nació entonces un movimiento popular para impedir la privatización de la zona, aunque sin mucho éxito al principio.
A principios de los 90 el Rodri se quedó solo, pues su socio abandona Talaixà, y decide entonces asociarse con el Centro Excursionista de Olot cediéndoles una de sus propiedades para construir un refugio excursionista. Las gestiones del Grupo de Defensa del Valle de Hortmoier, formado por 37 entidades, lograron que el ayuntamiento de Montagut declarase de uso público todo los caminos, desapareciendo así las vallas cinegéticas. 
En 1992 se declaró la Alta Garrocha como Espai d'Interés Natural, salvando así la zona definitivamente de la especulación y la privatización.
El 26 de diciembre de 2000 "Rodri" falleció a los 86 años de edad por culpa de una grave enfermedad. 
Durante los años 2011 y 2012 se culminó la restauración de la iglesia de Sant Martí de Talaixà y el Centre excursionista de Olot finalizó también la reconstrucción de la antigua casa del Rodri convirtiéndola en un refugio de montaña "La casa de Talaixà". Una placa conmemorativa a la entrada del refugio recuerda la figura del Rodri.

## Fotografías

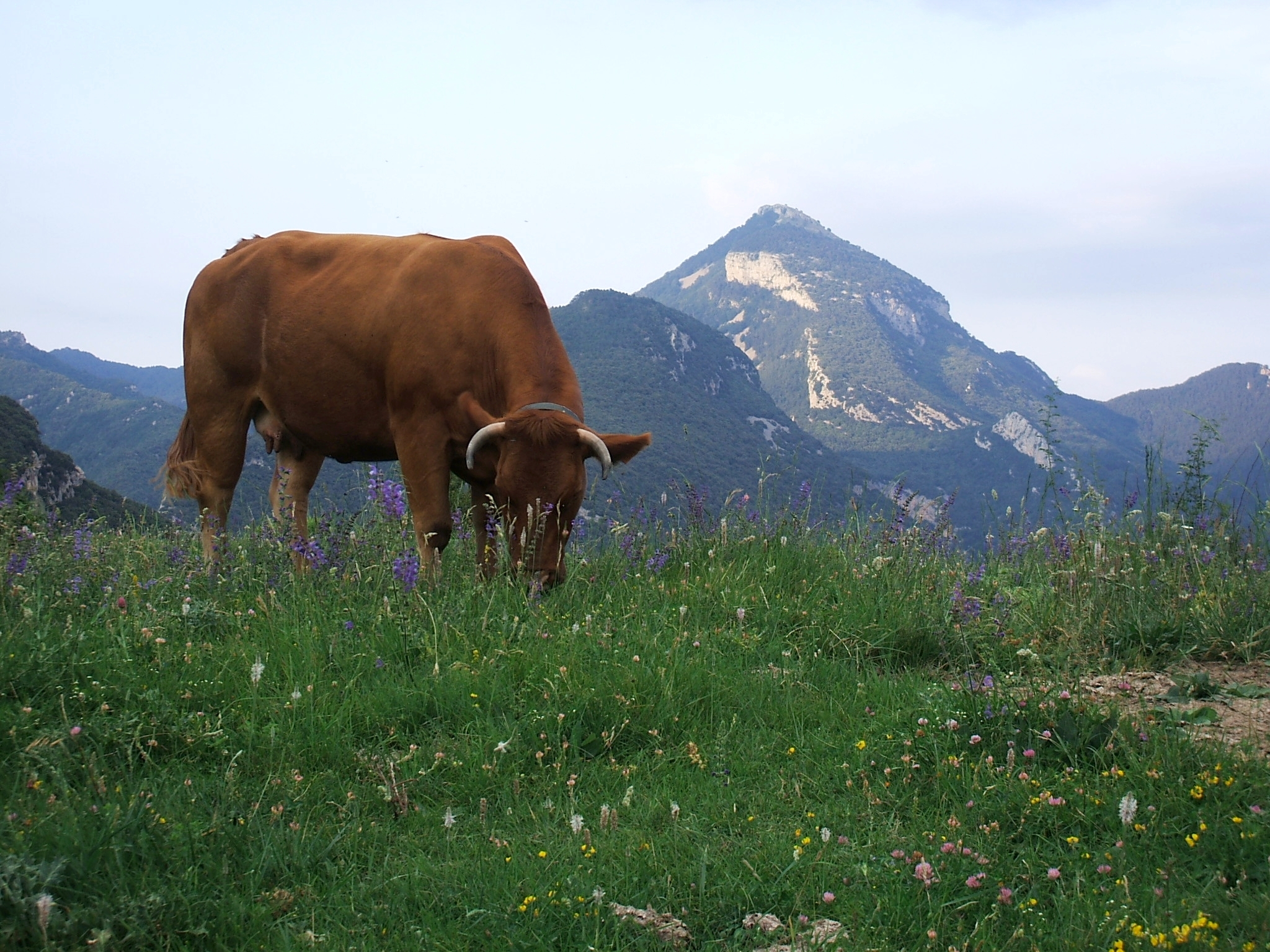
Prados de Talaixà. Al fondo la cima del Bessagoda.
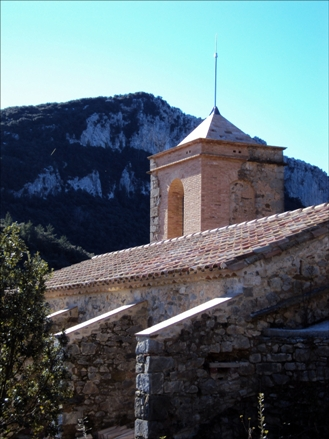
Iglesia de Sant Martí de Talaixà en 2009, después de la primera reconstrucción.
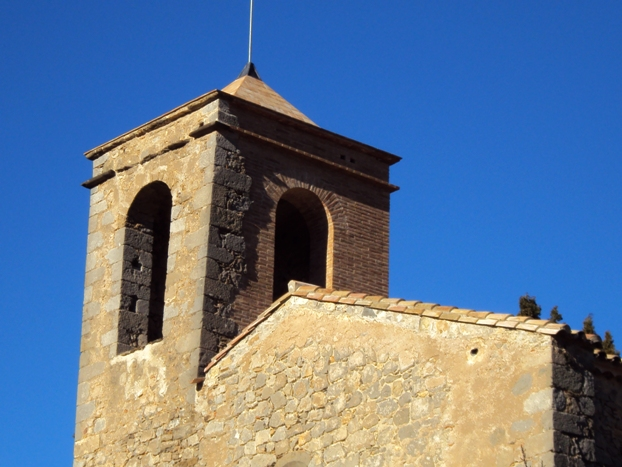
Campanario de la iglesia de Sant Martí de Talaixà después de la última reconstrucción.
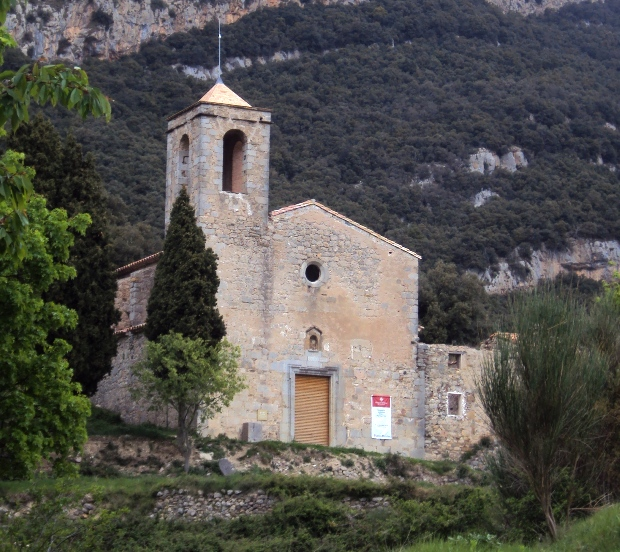
Iglesia de Sant Martí de Talaixà en 2012.
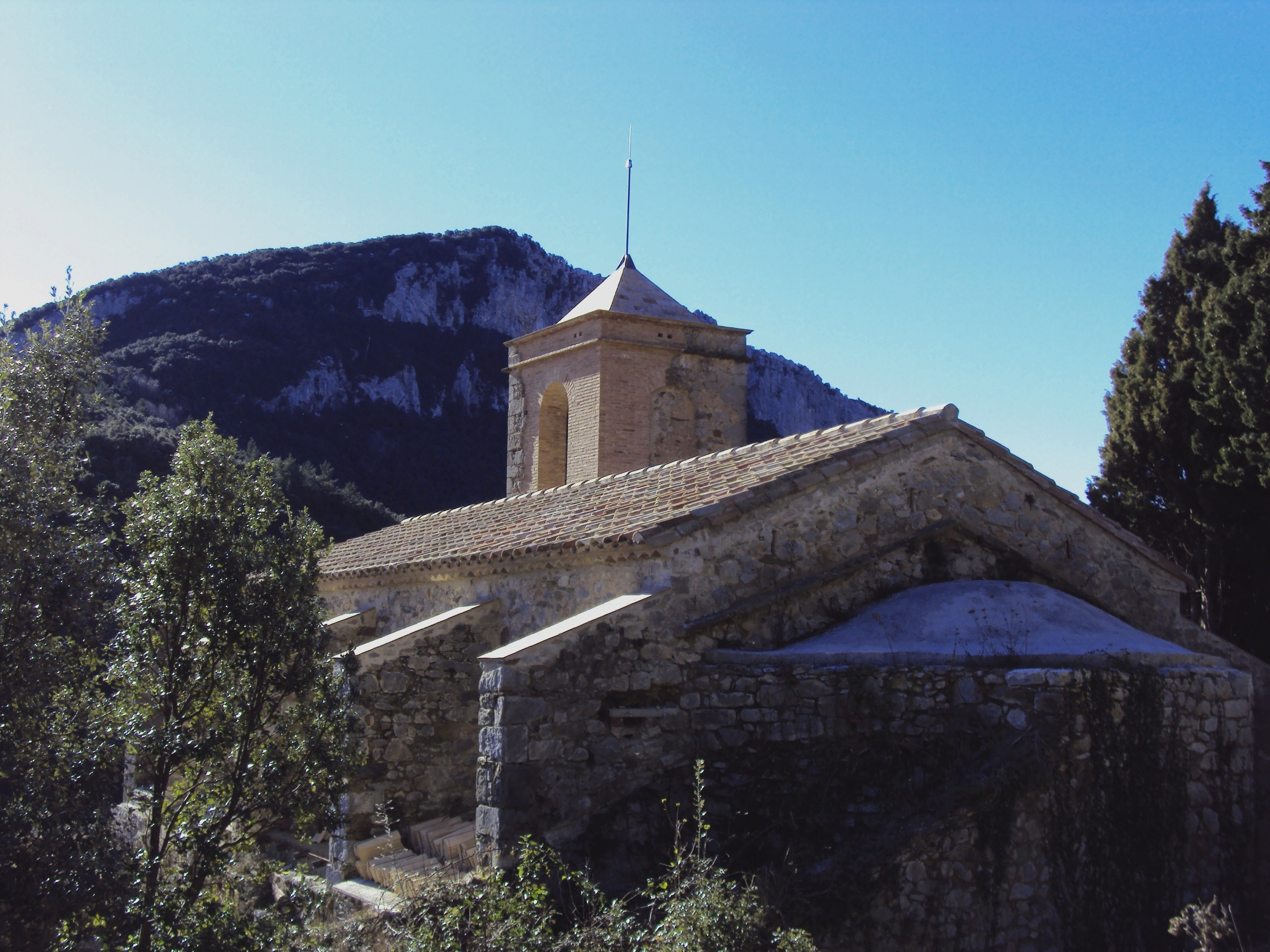
Vista de la reconstrucción completa de Sant Martí de Talaixà.
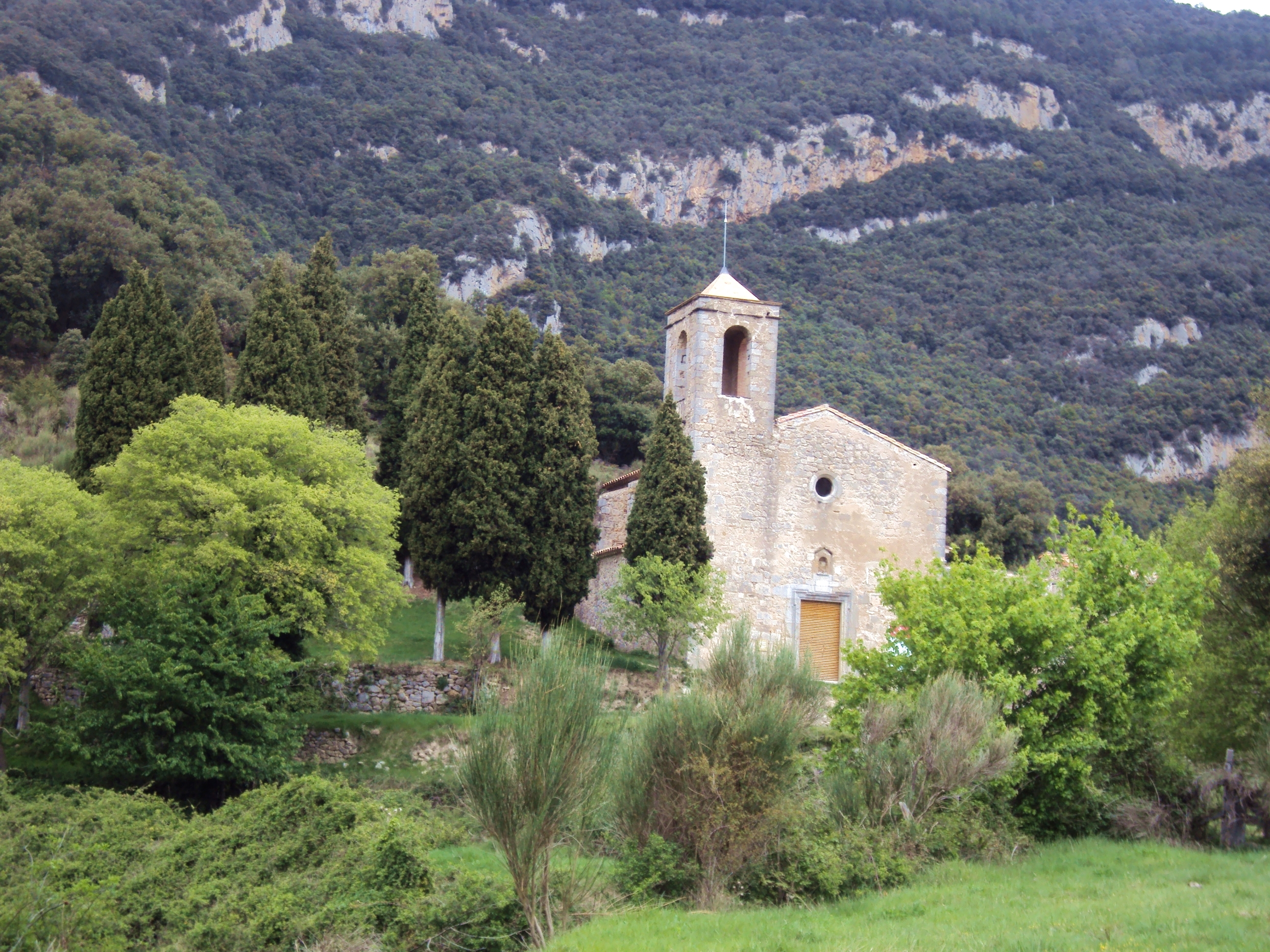
La iglesia de Sant Martí de Talaixà en 2012, una vez reconstruida.
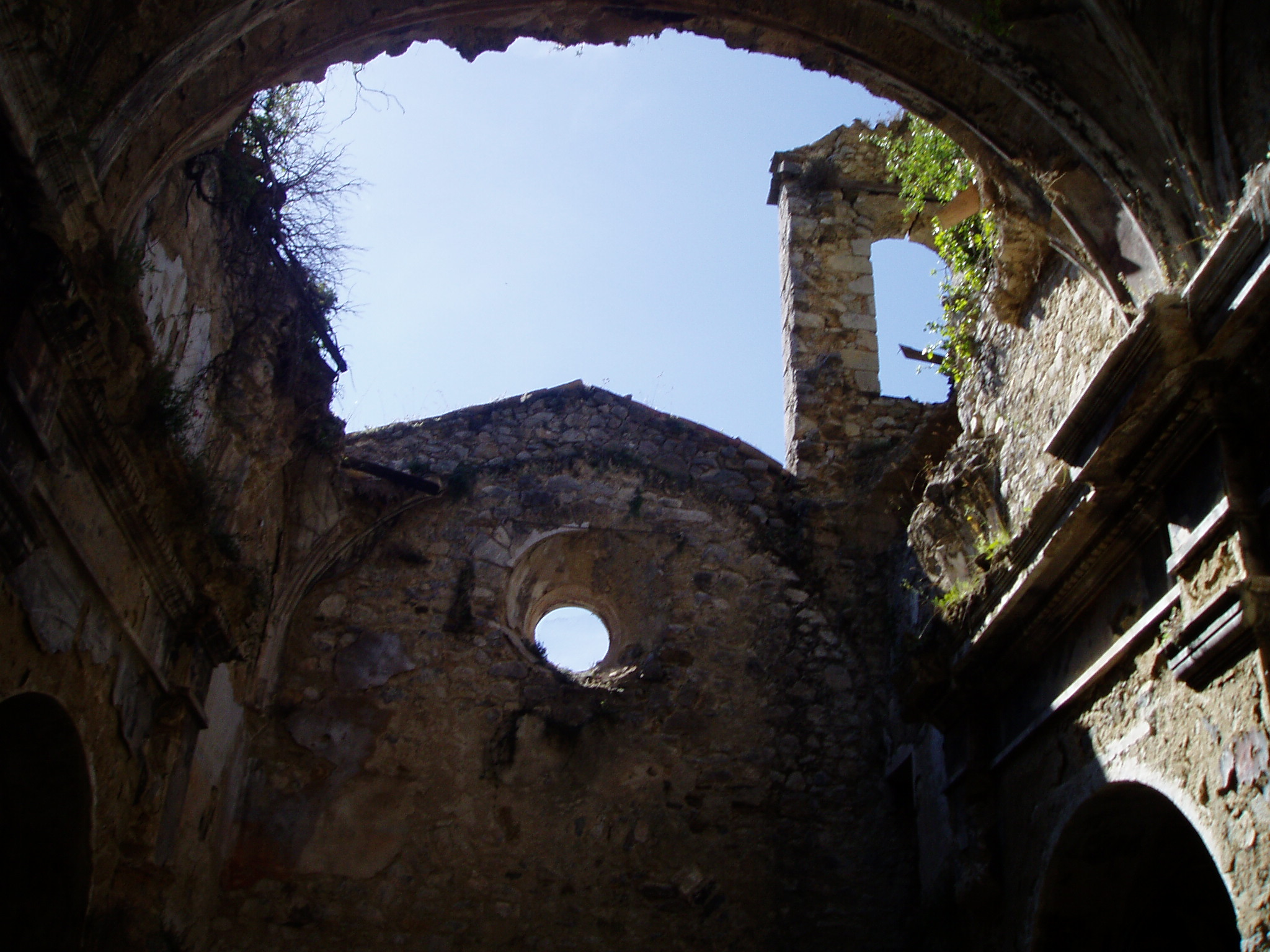
Interior de la iglesia de Sant Martí de Talaixà en 2004, antes de la restauración.
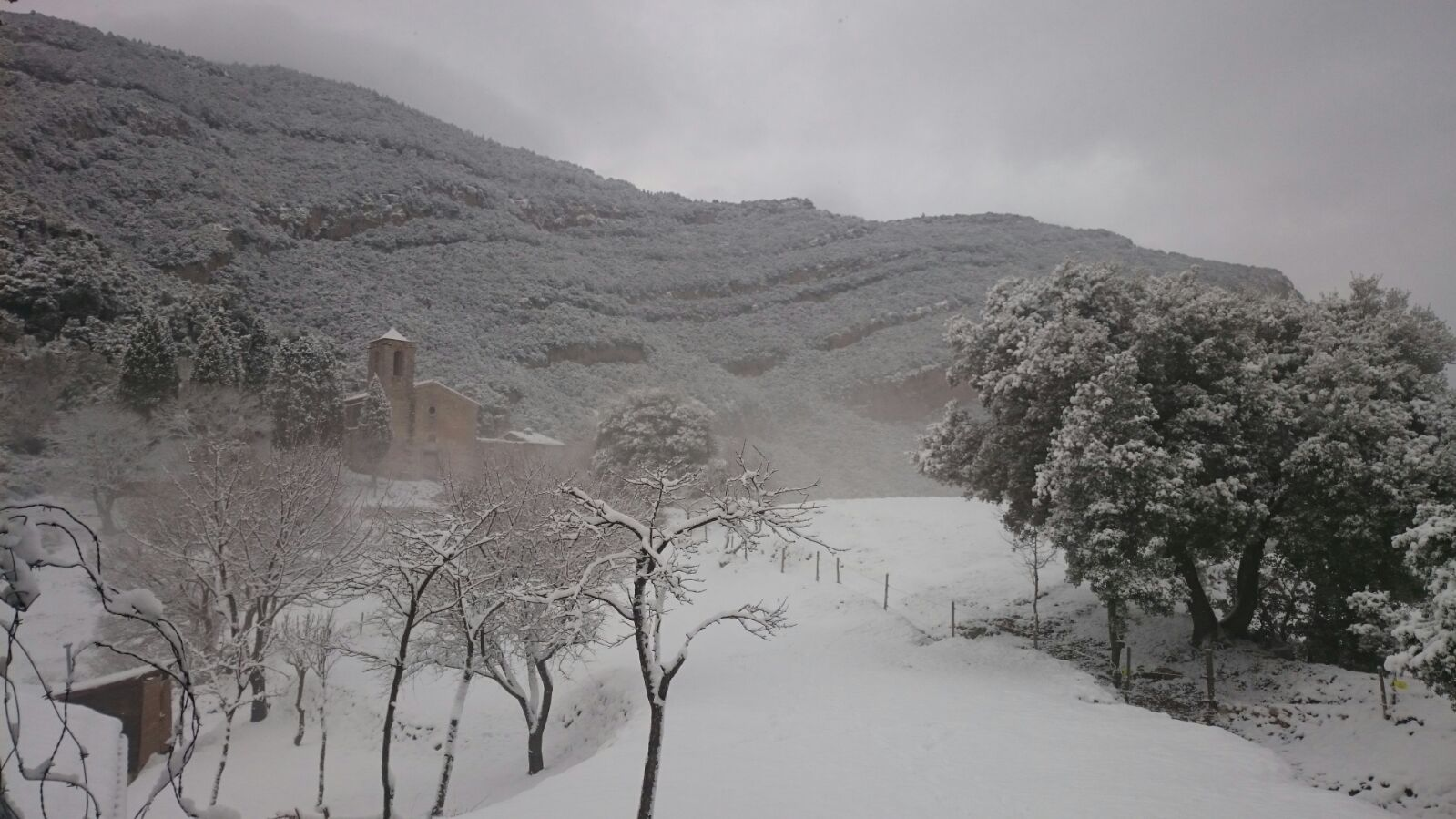
Talaixà y Sant Martí de Talaixá después de una fuerte nevada en 2017
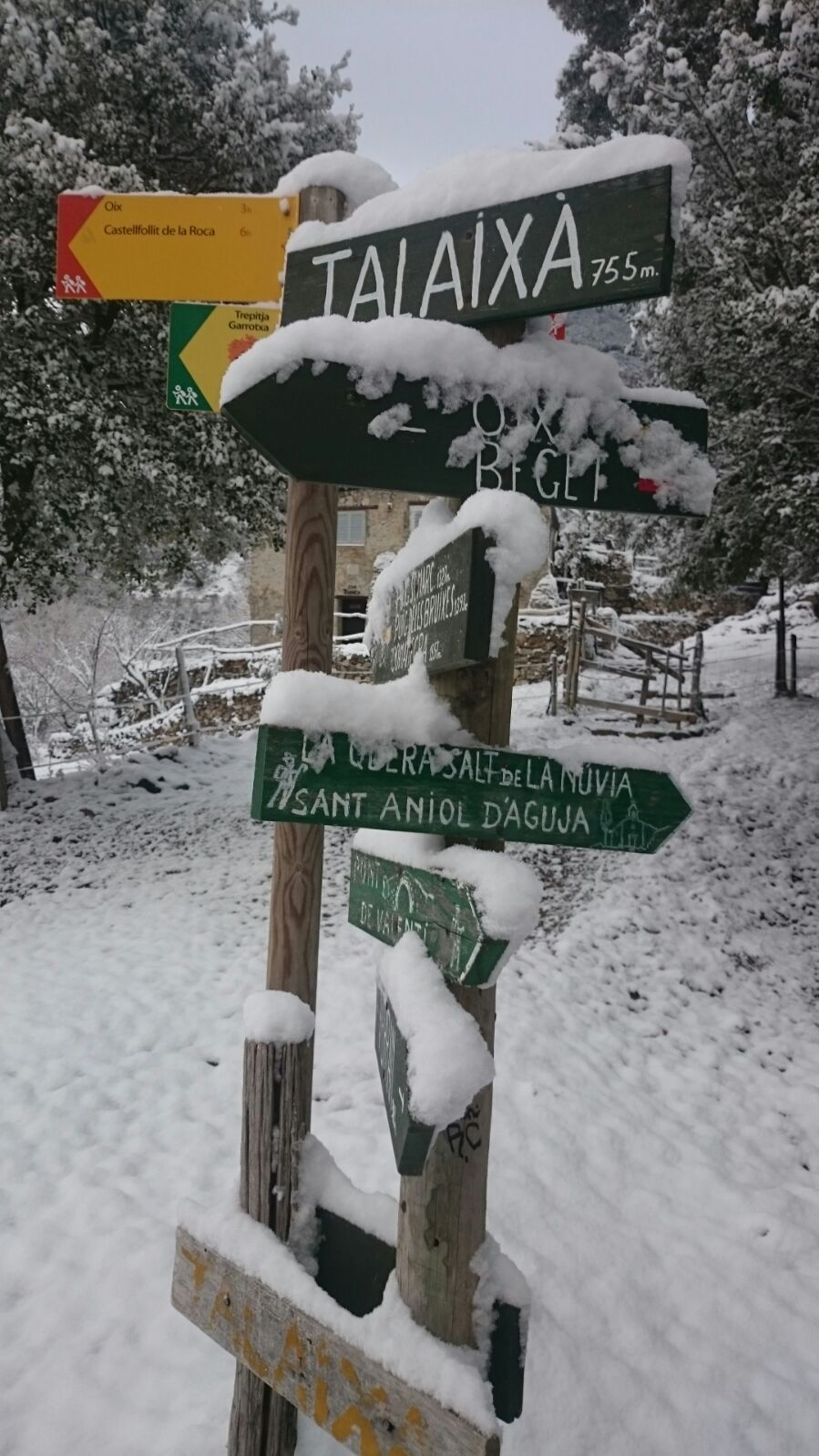
Talaixà nevado en enero de 2017.
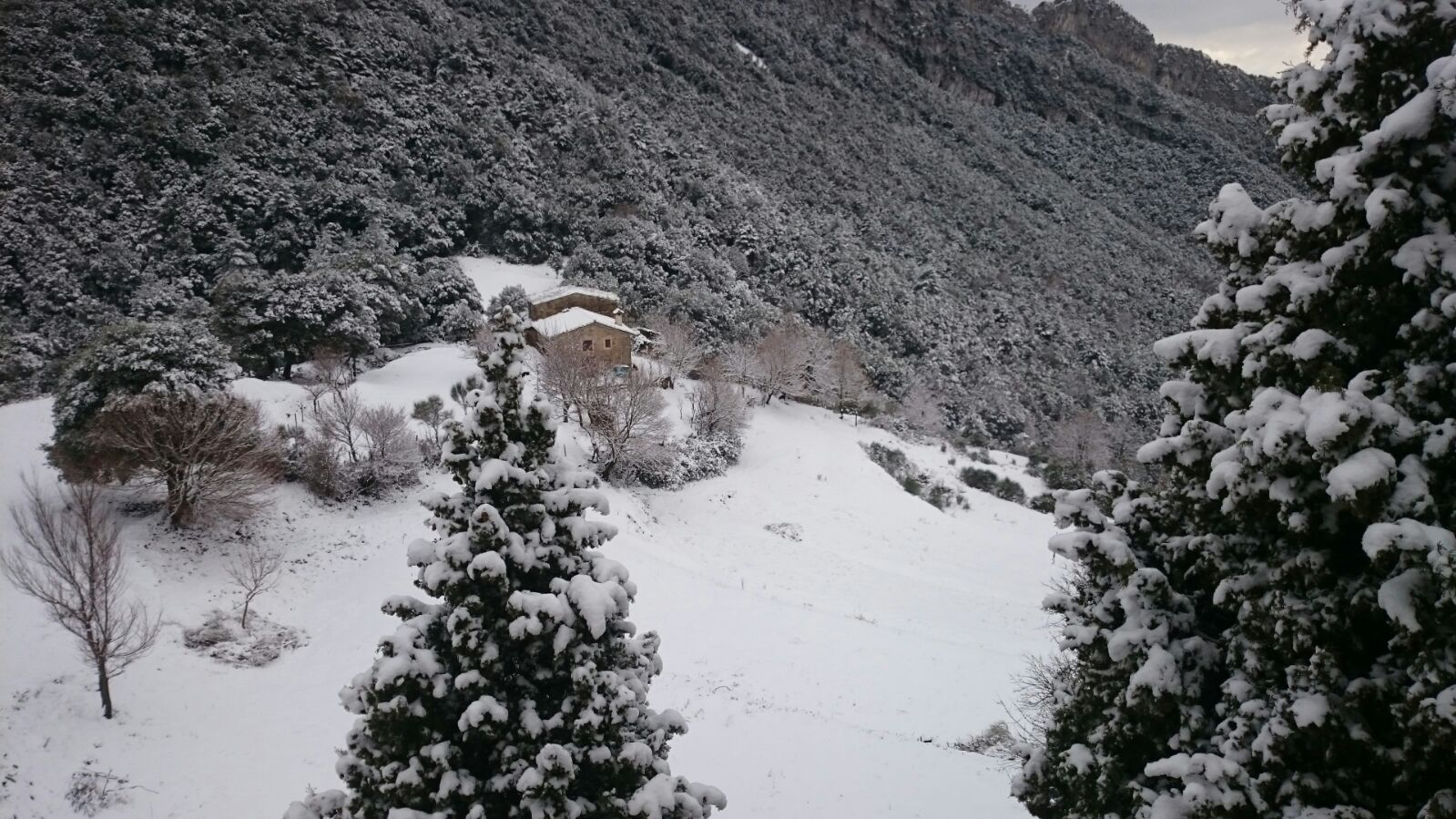
Vista de Talaixà despues de la gran nevada de gener de 2017.